# Ulf Magnusson (läkare)
Ulf Eric Magnusson, född 9 april 1926 i Göteborg, död 26 februari 2005 i Halmstad, var en svensk läkare.
Magnusson, som var son till disponent Eric Magnusson och Helga Fries, avlade studentexamen i Borås 1945, blev medicine kandidat vid Uppsala universitet 1948 och medicine licentiat där 1953. Han var underläkare vid barnavdelningen på Örnsköldsviks lasarett 1954–1955, vid barnavdelningen och medicinska avdelningen på Kristianstads lasarett 1955–1960, vid psykiatriska avdelningen på Halmstads lasarett 1960. Han var bataljonsläkare vid Hallands regemente sedan 1961, praktiserande läkare och tjänsteläkare i Halmstad sedan samma år och skolläkare där sedan 1967.